# برتا بلمور
برتا بلمور (انگلیسی: Bertha Belmore؛ ۲۲ دسامبر ۱۸۸۲ – ۱۴ دسامبر ۱۹۵۳) بازیگر اهل بریتانیا بود.